# カブトシロー
カブトシロー（1962年3月24日 - 1987年9月24日）は、日本中央競馬会に所属していた競走馬・種牡馬。
1967年の天皇賞（秋）や有馬記念に優勝した名馬であるがムラ駆けが多く、エリモジョージと並び称される稀代の癖馬として有名で、人気になると凡走し人気が下がると好走して穴を開けることから「新聞の読める馬」とも呼ばれた。
- 馬齢については2000年まで使用されていた旧表記（数え年）を用いる。

## 略歴

### 誕生
1962年3月24日、青森県十和田市の佐々木悼牧場で誕生。佐々木牧場は西山正行が預託していた小さな牧場で、生産馬は地方に行く馬かアラブであった。カブトシロー以外の活躍馬を見ると、1980年にアラブ重賞に5勝し、最優秀アラブにも選出されるホクトチハルがいた。
父・オーロイはイギリスで8戦1勝であったが、2000ギニー3着、ダービー4着とクラシックでも良績を残している。その父のオリオールはイギリスのサイヤーで、産駒にはエリモジョージやタイテエムの父として知られる名馬セントクレスピンなどがいる。母・パレーカブトはイーストパレードという無名種牡馬の娘であったが、中央で29戦5勝、朝日杯3歳Sで2着になっている。この時の勝ち馬は翌年の三冠全てで2着になるカツラシュウホウで、3着は後の天皇賞・秋優勝馬オーテモンであった。クラシックも期待されたが、桜花賞9着、優駿牝馬11着に終わった。
4歳になってからは地方でも走り、船橋のクイーン賞3着という記録がある。パレーカブトの母系はアメリカから輸入された祖母メイビイソウに遡るが、1960年代には天皇賞・春と宝塚記念に勝ったヒカルポーラをはじめメイビイソウ系の活躍が目立っていた。バレーカブトの産駒たちもコンスタントによく走り、カブトシローの4歳下の妹ライトパレーは優駿牝馬で2着になっている。
カブトシローの両親は共に西山の所有馬であり、父オーロイは西山が輸入した種牡馬で、母パレーカブトも西山が所持していた繁殖牝馬であるが、当時西山は自分の牧場を所持していなかったため佐々木牧場に預けられていた。カブトシローという名前は、母の名と西山の冠名「シロー」を組み合わせた。「カブト」は祖母の父にあたる名馬・カブトヤマから採られたものである。冠名の「シロー」は、当時西山が銀座で所有していたナイトクラブの名前からであり、「『シロー』は当時日本で一番高く一番美人が多い店だった!」という西山自慢の店で、銀座でも名の知れた一流店であった。牝馬でも「シロー」の冠名を付けた馬がいた。
1歳になるとやはり西山が繁殖牝馬を預けていた北海道沙流郡門別町の平和牧場に移って育成され、その後は東京・久保田彦之厩舎に入厩。 
カブトシローは真っ黒で小柄な馬であり、若い時は420～30kg台で、5、6歳になっても440キロ台で走っている。馬体重は最も重かったときでも452kgしかなかったこともあり、当初の評価は芳しいものではなかった。西山の息子であり、後の西山牧場社長である西山茂行も、事情を知るまでは「何でこんな馬を買ったんだ?」と思っていたほどであった。西山がカブトシローを初めて目にしたのはカブトシローが競走馬デビューしてからであった。

### 競走馬時代
1964年（3歳）7月19日の福島で高松三太を背にデビュー。気性が激しく、ゲート試験に受かるまで時間がかかり、ろくな調教タイムも出していなかったカブトシローは8頭立ての7番人気で3着になると、2戦目は6番人気であっさりと逃げ切っている。その後は8連敗で3歳シーズンを終え、1965年（4歳）になると古山良司が騎乗して4着となり、その次に手綱を執るのが山岡忞である。
山岡はデビュー15年目の32歳で、3年前にはオンスロートで天皇賞（春）と有馬記念に勝ち、1962年、1963年には全国リーディングの4位になるなど、トップジョッキーとして円熟期を迎えつつあった。山岡に乗り替わった初戦は10着、二戦目は落馬。その後、3月6日のたちばな賞をあっさりと逃げ切った。それからも山岡が主戦として乗り、オープンで2勝し、皐月賞（12着）と東京優駿（5着）にも出走、日本短波賞では3着に入っている。
ところが、秋になって山岡が関係した八百長事件が発覚。しかも八百長が仕組まれたレースの一つがカブトシローが勝ったたちばな賞であり、山岡ほか3名の騎手と暴力団員2名が逮捕起訴され、有罪となる。4名の騎手は競馬界から永久追放となり、後に中央競馬では戦後最大とされる八百長事件である「山岡事件」と語り継がれた。カブトシローには罪は無かったが、この事件によって人々はカブトシローを色眼鏡で見るようになる。
事件後にカブトシローの騎手は加賀武見、大崎昭一と代わった。11月の東京のオープンでは離れた後方から追い込み、宝塚記念でシンザンに半馬身差の2着であったバリモスニセイに5馬身差を付けて勝っている。11頭中8番人気で、単勝は5350円も付いた。続くカブトヤマ記念も2着に2馬身差を付けて完勝するが、7番人気で単勝は1140円であった。
4歳では18戦したが、5歳（1966年）になってもカブトシローはタフに走った。この年は大崎の他に野平好男、久保田秀次郎、郷原洋行、小島太が乗って、16戦1勝。1勝はオープンだが、6着以下は3回しかなかった。着順は安定していても1、2番人気では5戦して一度も馬券に絡まず、9番人気であった春の天皇賞ではシンザン世代の強豪ハクズイコウ、ウメノチカラの3着に食い込み、同世代のクラシック馬キーストンとダイコーターに先着している。さらに有馬記念も7番人気でコレヒデに半馬身差の2着、スピードシンボリにも先着した。
1967年（6歳）になるとさらに安定した走りを見せ、春は6戦して勝てなかったが2着2回、3着4回。人気も2番人気が3回、3、4、5番人気が1回ずつである。このうち4回がスピードシンボリに負けているが、中でも春の天皇賞は悔しい敗戦であった。いつものように最後方から一気に追い込み、馬体を並べての競り合いに持ち込んだが頭差の2着であった。
天皇賞の後に西山の下を離れ、志賀泰吉（有限会社志賀）に金銭トレードされることとなった。当時西山は1966年に自分の牧場（西山牧場）を開設したばかりで、生産馬の売込みを図っていた。その時に持ち上がったのが、志賀へのカブトシロー金銭トレードの話であった。その金額は、当時の有馬記念優勝賞金（1200万円）に匹敵する1000万円という破格の金額であった。これだけの高額で評価されている以上、走る可能性は充分あり、トレードされた元愛馬の快走劇を見たくないという西山側の心情的な理由もあり、トレード条件に「地方移籍」を出したほどであった。事実、落馬競走中止を除く2回の最下位があるが二桁着順の惨敗はなく、堅実に賞金を稼ぐ馬主孝行な馬ではあったものの、1年以上連敗していた事実は変わりなく、この辺がトレードに発展した下地となっている。一方で、西山茂行は、カブトシローがそもそも西山牧場の生産馬ではないことなどを理由に、上記の背景は「今になって思えば、西山正行の自分に対する言い訳に過ぎない」として「真相は春の天皇賞2着で頭に来て、魔が差したように売ってしまった、ということであろう」と語っている。売却後は地方移籍の予定であったが「調子が良いのでせめて年内だけでも」という久保田の要望もあり、急遽中央での現役続行となった。
この秋は東京の改築工事のために中山でレースが続いた。京王杯AHは5番人気で3着であったが、1番人気に推されたステイヤーズステークスと目黒記念は6、8着に惨敗。天皇賞（秋）では14頭立ての8番人気まで人気を下げ、スタートは例によって出遅れた。そのまま最後方からレースを進めると、2周目の向正面から内を回りながら中団まで差を詰めていく。4コーナーでは多くの馬が外を回った中で、カブトシローは内埒沿いをするすると抜け出し、2着のネイチブランナーに2馬身の差を付ける会心の勝利であった。
有馬記念は大崎に乗り替わり、4番人気まで人気は回復していた。いつものように後方をゆっくりと進み、二周目の向正面で外を通って動き出すと、コーナーで先頭に躍り出てしまう。直線に向いても、スピードが鈍るどころか後続を引き離していく。他馬が懸命に追いかけても差は広がるばかりであり、最後は2着のリユウフアーロスを抑え同競走史上最大着差（当時）となる6馬身差で圧勝したが、この年の啓衆社賞年度代表馬の座はスピードシンボリに奪われた。
7歳になった1968年も現役を続け、14戦5勝をマーク。有馬記念以外は5番人気以内で、勝ったのは全てオープンであった。騎手は大崎、増田久、久保田、白石一典が乗り、増田で5勝した。負けたレースは4戦が最下位で、宝塚記念と有馬記念はブービーであった。同年引退。

### 引退後
引退後は日本中央競馬会に購入され、宮崎県延岡市の日本軽種馬協会延岡種馬場で種牡馬となる。
1981年12月22日に東京タイムズ紙のスクープで、腰を悪くして種付けができなくなったカブトシローが種牡馬廃用処分になることが発覚する。これにはファンの抗議が殺到し、古山高麗雄、寺山修司、岩川隆、野添ひとみ、大川慶次郎ら10名の著名人が連名で中央競馬会に助命嘆願書を提出している。
こうした働きかけが中央競馬会を動かし「引退名馬繋養」の第一号となった。1987年に老衰で死亡するまで功労馬として余生を送った。産駒にゴールドイーグル（大阪杯・マイラーズカップ）などがいる。重賞勝ち馬を輩出し、同期のコレヒデよりも良好な種牡馬戦績を残している。

## 競走成績
| 年月日 | 年月日 | 年月日 | 競馬場 | 競走名             | 頭 数 | 馬 番 | 人気 | 着順     | 距離          | タイム | 騎手         | 着差      | 勝ち馬／（2着馬）    |
| ------ | ------ | ------ | ------ | ------------------ | ----- | ----- | ---- | -------- | ------------- | ------ | ------------ | --------- | -------------------- |
| 1964   | 7.     | 19     | 福島   | 3歳新馬            | 8     | 7     | 7人  | 3着      | 芝1000m（不） | 1.06.6 | 高松三太     | -1.0秒    | マサシゲ             |
|        | 8.     | 1      | 福島   | 3歳新馬            | 10    | 1     | 6人  | 1着      | 芝1000m（良） | 59.9   | 高松三太     | アタマ    | （キヨトミ）         |
|        | 8.     | 16     | 福島   | 福島3歳Ｓ          | 7     | 1     | 4人  | 7着      | 芝1000m（良） | 1.01.1 | 高松三太     | -1.5秒    | ハヤトモス           |
|        | 9.     | 12     | 中山   | あかね賞           | 12    | 7     | 7人  | 9着      | 芝1200m（良） | 1.12.9 | 高松三太     | -0.7秒    | リコウ               |
|        | 9.     | 26     | 中山   | オープン           | 6     | 4     | 5人  | 5着      | 芝1200m（重） | 1.14.6 | 高松三太     | -1.7秒    | キクノスズラン       |
|        | 10.    | 25     | 中山   | 野菊賞             | 19    | 9     | 13人 | 6着      | 芝1200m（良） | 1.14.2 | 高松三太     | -0.7秒    | シナノホマレ         |
|        | 11.    | 7      | 中山   | 50万下             | 14    | 4     | 7人  | 3着      | 芝1200m（良） | 1.13.5 | 高松三太     | -0.1秒    | トツプオーザ         |
|        | 11.    | 23     | 東京   | 黄菊賞             | 19    | 18    | 13人 | 17着     | 芝1400m（良） | 1.27.3 | 高松三太     | -1.5秒    | メジロカンゲツ       |
|        | 12.    | 6      | 中山   | 50万下             | 10    | 1     | 8人  | 2着      | 芝1200m（良） | 1.12.5 | 高松三太     | -0.4秒    | カネツマチエリオ     |
|        | 12.    | 19     | 中山   | さざんか賞         | 20    | 19    | 16人 | 8着      | 芝1600m（重） | 1.40.8 | 高松三太     | -1.3秒    | ブツシヤン           |
| 1965   | 1.     | 16     | 中山   | 若竹賞             | 20    | 17    | 7人  | 4着      | 芝1600m（良） | 1.40.4 | 古山良司     | -0.6秒    | コレヒデ             |
|        | 1.     | 30     | 東京   | 椿賞               | 15    | 2     | 3人  | 10着     | 芝1600m（不） | 1.46.1 | 山岡忞       | -2.1秒    | ニシキライサン       |
|        | 2.     | 14     | 東京   | すみれ賞           | 14    | 3     | 6人  | 競走中止 | 芝1700m（良） | -      | 山岡忞       | -         | クルシマ             |
|        | 3.     | 6      | 東京   | たちばな賞         | 10    | 1     | 6人  | 1着      | 芝1700m（良） | 1.45.3 | 山岡忞       | 2 1/2馬身 | （アオバ）           |
|        | 3.     | 20     | 中山   | オープン           | 7     | 7     | 5人  | 1着      | 芝1800m（良） | 1.52.4 | 山岡忞       | 1 3/4馬身 | （リコウ）           |
|        | 4.     | 3      | 中山   | オープン           | 8     | 5     | 3人  | 2着      | 芝1800m（良） | 1.53.5 | 山岡忞       | -0.1秒    | シナノホマレ         |
|        | 4.     | 18     | 中山   | 皐月賞             | 20    | 1     | 11人 | 12着     | 芝2000m（良） | 2.06.2 | 山岡忞       | -1.1秒    | チトセオー           |
|        | 5.     | 2      | 東京   | オープン           | 8     | 3     | 3人  | 4着      | 芝1800m（良） | 1.52.9 | 山岡忞       | -0.6秒    | ヒガシソネラオー     |
|        | 5.     | 22     | 東京   | オープン           | 8     | 7     | 1人  | 1着      | 芝1600m（良） | 1.37.5 | 山岡忞       | 5馬身     | （エイザン）         |
|        | 5.     | 30     | 東京   | 東京優駿           | 22    | 15    | 18人 | 5着      | 芝2400m（不） | 2.39.1 | 山岡忞       | -1.6秒    | キーストン           |
|        | 6.     | 20     | 中山   | 日本短波賞         | 7     | 6     | 5人  | 3着      | 芝1800m（良） | 1.52.1 | 山岡忞       | -0.6秒    | ベロナ               |
|        | 7.     | 4      | 中山   | オープン           | 8     | 3     | 1人  | 6着      | 芝1800m（良） | 1.52.7 | 高松三太     | -1.4秒    | ナスノキク           |
|        | 10.    | 3      | 中山   | セントライト記念   | 16    | 9     | 8人  | 14着     | 芝2400m（良） | 2.32.2 | 加賀武見     | -1.0秒    | キクノスズラン       |
|        | 10.    | 16     | 中山   | オープン           | 11    | 2     | 4人  | 6着      | 芝1800m（稍） | 1.53.0 | 加賀武見     | -1.0秒    | コレヒデ             |
|        | 10.    | 30     | 東京   | オープン           | 8     | 5     | 5人  | 6着      | 芝1800m（良） | 1.50.5 | 大崎昭一     | -0.5秒    | ヒガシソネラオー     |
|        | 11.    | 6      | 東京   | オープン           | 11    | 3     | 8人  | 1着      | 芝1600m（良） | 1.38.0 | 大崎昭一     | 5馬身     | （バリモスニセイ）   |
|        | 11.    | 21     | 東京   | カブトヤマ記念     | 13    | 8     | 7人  | 1着      | 芝2000m（稍） | 2.04.2 | 大崎昭一     | 2馬身     | （クリデイ）         |
|        | 12.    | 25     | 中山   | オープン           | 8     | 1     | 2人  | 3着      | 芝1800m（重） | 1.53.7 | 大崎昭一     | -0.3秒    | フラワーウツド       |
| 1966   | 1.     | 3      | 東京   | 日刊スポーツ賞金盃 | 18    | 5     | 5人  | 5着      | 芝2000m（良） | 2.04.0 | 大崎昭一     | -0.2秒    | ヤマドリ             |
|        | 1.     | 16     | 東京   | AJCC               | 11    | 7     | 4人  | 2着      | 芝2600m（良） | 2.42.2 | 野平好男     | -0.2秒    | ハクズイコウ         |
|        | 2.     | 6      | 東京   | 東京新聞盃         | 13    | 12    | 1人  | 4着      | 芝2400m（良） | 2.29.3 | 野平好男     | -0.4秒    | コレヒデ             |
|        | 3.     | 6      | 東京   | 目黒記念（春）     | 10    | 4     | 2人  | 4着      | 芝2500m（良） | 2.36.8 | 大崎昭一     | -0.2秒    | ダイニテンラン       |
|        | 3.     | 20     | 中山   | オープン           | 8     | 7     | 3人  | 1着      | 芝1800m（稍） | 1.53.0 | 久保田秀次郎 | 3 1/2馬身 | （カワサキオー）     |
|        | 4.     | 17     | 京都   | スワンS            | 10    | 2     | 3人  | 3着      | 芝1800m（稍） | 1.51.5 | 久保田秀次郎 | -0.2秒    | バリモスニセイ       |
|        | 4.     | 29     | 京都   | 天皇賞（春）       | 16    | 12    | 9人  | 3着      | 芝3200m（良） | 3.19.9 | 久保田秀次郎 | -0.5秒    | ハクズイコウ         |
|        | 5.     | 21     | 東京   | オープン           | 10    | 4     | 1人  | 5着      | 芝1800m（良） | 1.50.6 | 久保田秀次郎 | -1.4秒    | キヨトミ             |
|        | 6.     | 5      | 東京   | 安田記念           | 8     | 1     | 1人  | 6着      | 芝1600m（稍） | 1.40.9 | 久保田秀次郎 | -1.4秒    | ヒシマサヒデ         |
|        | 6.     | 26     | 東京   | 日本経済賞         | 7     | 1     | 2人  | 4着      | 芝2600m（良） | 2.43.1 | 郷原洋行     | -1.3秒    | スピードスター       |
|        | 10.    | 1      | 東京   | オープン           | 6     | 5     | 5人  | 5着      | 芝1800m（良） | 1.51.7 | 小島太       | -1.3秒    | ソウリユウ           |
|        | 10.    | 16     | 東京   | 目黒記念（秋）     | 7     | 4     | 5人  | 7着      | 芝2500m（良） | 2.38.0 | 久保田秀次郎 | -1.2秒    | ハマテツソ           |
|        | 11.    | 3      | 東京   | 天皇賞（秋）       | 12    | 1     | 8人  | 9着      | 芝3200m（良） | 3.26.5 | 久保田秀次郎 | -2.3秒    | コレヒデ             |
|        | 11.    | 27     | 中山   | オールカマー       | 16    | 3     | 12人 | 3着      | 芝2000m（良） | 2.04.6 | 久保田秀次郎 | -0.4秒    | ヒシマサヒデ         |
|        | 12.    | 11     | 中山   | クモハタ記念       | 11    | 10    | 4人  | 5着      | 芝1800m（良） | 1.51.0 | 久保田秀次郎 | -1.8秒    | シエスキイ           |
|        | 12.    | 25     | 中山   | 有馬記念           | 14    | 1     | 7人  | 2着      | 芝2500m（良） | 2.37.1 | 久保田秀次郎 | -0.1秒    | コレヒデ             |
| 1967   | 1.     | 22     | 中山   | AJCC               | 11    | 1     | 5人  | 3着      | 芝2500m（良） | 2.37.8 | 久保田秀次郎 | -0.5秒    | スピードシンボリ     |
|        | 2.     | 19     | 東京   | 東京新聞盃         | 8     | 7     | 2人  | 3着      | 芝2400m（良） | 2.31.8 | 久保田秀次郎 | -0.4秒    | セフトウエー         |
|        | 3.     | 12     | 東京   | 目黒記念（春）     | 13    | 12    | 3人  | 3着      | 芝2500m（稍） | 2.37.8 | 久保田秀次郎 | -0.4秒    | スピードシンボリ     |
|        | 4.     | 29     | 京都   | 天皇賞（春）       | 13    | 12    | 4人  | 2着      | 芝3200m（稍） | 3.24.2 | 久保田秀次郎 | -0.0秒    | スピードシンボリ     |
|        | 5.     | 28     | 中山   | ダイヤモンドS      | 7     | 1     | 2人  | 2着      | 芝3200m（良） | 3.24.8 | 郷原洋行     | -0.3秒    | コレヒデ             |
|        | 6.     | 25     | 中山   | 日本経済賞         | 5     | 1     | 2人  | 3着      | 芝2500m（良） | 2.38.9 | 郷原洋行     | -0.8秒    | スピードシンボリ     |
|        | 9.     | 10     | 中山   | 京王杯オータムH    | 9     | 1     | 5人  | 3着      | 芝1800m（良） | 1.48.7 | 久保田秀次郎 | -0.0秒    | スピードキング       |
|        | 10.    | 8      | 中山   | ステイヤーズS      | 8     | 3     | 1人  | 6着      | 芝3600m（稍） | 3.55.5 | 久保田秀次郎 | -1.7秒    | リコウ               |
|        | 11.    | 3      | 中山   | 目黒記念（秋）     | 8     | 2     | 1人  | 8着      | 芝2500m（良） | 2.38.1 | 郷原洋行     | -1.2秒    | メジロサンマン       |
|        | 11.    | 23     | 中山   | 天皇賞（秋）       | 14    | 9     | 8人  | 1着      | 芝3200m（良） | 3.25.5 | 久保田秀次郎 | 2馬身     | （ネイチブランナー） |
|        | 12.    | 24     | 中山   | 有馬記念           | 14    | 14    | 4人  | 1着      | 芝2500m（良） | 2.39.7 | 大崎昭一     | 6馬身     | （リユウフアーロス） |
| 1968   | 1.     | 21     | 中山   | AJCC               | 8     | 6     | 3人  | 4着      | 芝2500m（良） | 2.38.8 | 大崎昭一     | -0.8秒    | ニウオンワード       |
|        | 2.     | 19     | 中山   | オープン           | 9     | 3     | 1人  | 2着      | ダ1700m（重） | 1.45.6 | 増田久       | -0.3秒    | リュウズキ           |
|        | 3.     | 2      | 中山   | オープン           | 10    | 3     | 2人  | 1着      | 芝2000m（重） | 2.03.9 | 増田久       | 大差      | （ヒカルタカイ）     |
|        | 3.     | 31     | 中山   | ダイヤモンドS      | 12    | 10    | 2人  | 12着     | 芝3200m（重） | 3.30.7 | 増田久       | -3.1秒    | オノデンオー         |
|        | 4.     | 13     | 中山   | オープン           | 5     | 4     | 1人  | 1着      | 芝2000m（重） | 2.07.3 | 増田久       | 6馬身     | （ヒシヤクシン）     |
|        | 4.     | 29     | 中山   | オープン           | 6     | 3     | 1人  | 1着      | 芝2000m（不） | 2.07.7 | 増田久       | 大差      | （スイノニシキ）     |
|        | 5.     | 26     | 阪神   | 宝塚記念           | 9     | 6     | 2人  | 8着      | 芝2200m（良） | 2.15.9 | 久保田秀次郎 | -1.2秒    | ヒカルタカイ         |
|        | 6.     | 22     | 東京   | オープン           | 5     | 4     | 1人  | 1着      | 芝1800m（良） | 1.50.1 | 増田久       | 7馬身     | （オーツキカゲ）     |
|        | 9.     | 7      | 東京   | オープン           | 5     | 3     | 1人  | 1着      | 芝1800m（良） | 1.51.1 | 増田久       | 4馬身     | （レコードターフ）   |
|        | 9.     | 28     | 東京   | オープン           | 8     | 2     | 1人  | 8着      | 芝1800m（稍） | 1.51.7 | 白石一典     | -2.0秒    | スピードシンボリ     |
|        | 10.    | 13     | 東京   | ARJCC              | 6     | 2     | 2人  | 6着      | 芝3200m（重） | 3.29.8 | 増田久       | -6.2秒    | スピードシンボリ     |
|        | 11.    | 3      | 東京   | 目黒記念（秋）     | 11    | 9     | 2人  | 11着     | 芝2500m（良） | 2.38.6 | 久保田秀次郎 | -2.1秒    | メジロタイヨウ       |
|        | 12.    | 7      | 中山   | オープン           | 7     | 7     | 1人  | 4着      | 芝1800m（良） | 1.52.0 | 久保田秀次郎 | -0.3秒    | ブッシャン           |
|        | 12.    | 22     | 中山   | 有馬記念           | 11    | 1     | 5人  | 10着     | 芝2500m（不） | 2.48.4 | 増田久       | -2.2      | リュウズキ           |

※ 太字の競走は八大競走。

## エピソード
- なお、『マジンガーZ』の主人公・兜甲児の弟の名前「兜シロー」は本馬に由来しており、漫画版では暗黒寺警部に「競馬の馬」と言われる要因となっている。
- 寺山修司は「死神」と表現し、武智鉄二は「犯罪馬カブトシロー」という小説を書き、山野浩一は物語のタイトルに『反逆こそわが勝利』と付けた[1]。

## 総評
- 上述の通り稀代の癖馬・ムラ馬として有名で、「気まぐれジョージ」と呼ばれたエリモジョージに勝るとも劣らぬ気性面の悪さが災いし、好走する時は殆ど一気の逃げ切りか一気の追い込みだけであった。騎手にも厩務員にも実際にレースがスタートするまでその日の調子が良いのか悪いのかすら判らず、特に初騎乗の騎手にとっては結果を残しづらかった。
- 他に、あまり知られていない特徴として、道悪が上手かったことがある。それも単なる重上手ではなく、荒れた芝や凸凹になった馬場をも苦にしないという珍しいタイプであった。これを利用して、道悪で他馬がコース内側を避けて走っている時に、一頭内ピッタリを走って3コーナーから4コーナーで一気に他馬を抜き去ることがあった。5歳時の有馬記念でそれをやって2着に食い込み、6歳秋の天皇賞では優勝の原動力となっているが、同時にフロック扱いされる要因ともなっている。更に、斤量を背負って勝ち切るのが強者の証の時代に、背負うとさっぱりという弱点もあった。
- ただし、泣き所が露呈せず持ち味が発揮し易い条件では、本格化を果たしてからは着外ゼロで且つ重賞勝ちはその条件下での戦果であり、『泣き言を言い過ぎる』という一面がカブトシローの評価を下げる要因になったと言えなくもない。

## 血統表
| カブトシローの血統（ハイペリオン系／Gainsborough4×5=9.38% シアンモア4×4=12.50%〈母内〉） | カブトシローの血統（ハイペリオン系／Gainsborough4×5=9.38% シアンモア4×4=12.50%〈母内〉） | カブトシローの血統（ハイペリオン系／Gainsborough4×5=9.38% シアンモア4×4=12.50%〈母内〉） | （血統表の出典） | （血統表の出典） |
| 父 *オーロイ Auroy 1957 鹿毛                                                             | 父の父Aureole 1950 栗毛                                                                  | Hyperion                                                                                 | Gainsborough     | Gainsborough     |
| 父 *オーロイ Auroy 1957 鹿毛                                                             | 父の父Aureole 1950 栗毛                                                                  | Hyperion                                                                                 | Selene           |                  |
| 父 *オーロイ Auroy 1957 鹿毛                                                             | 父の父Aureole 1950 栗毛                                                                  | Angelola                                                                                 | Donatello        | Donatello        |
| 父 *オーロイ Auroy 1957 鹿毛                                                             | 父の父Aureole 1950 栗毛                                                                  | Angelola                                                                                 | Feola            |                  |
| 父 *オーロイ Auroy 1957 鹿毛                                                             | 父の母Millet 1949 鹿毛                                                                   | Mieuxce                                                                                  | Massine          | Massine          |
| 父 *オーロイ Auroy 1957 鹿毛                                                             | 父の母Millet 1949 鹿毛                                                                   | Mieuxce                                                                                  | L'Olivete        |                  |
| 父 *オーロイ Auroy 1957 鹿毛                                                             | 父の母Millet 1949 鹿毛                                                                   | Kannabis                                                                                 | Phideas          | Phideas          |
| 父 *オーロイ Auroy 1957 鹿毛                                                             | 父の母Millet 1949 鹿毛                                                                   | Kannabis                                                                                 | Hempseed         |                  |
| 母 パレーカブト 1955 栗毛                                                                | 母の父イーストパレード 1944 鹿毛                                                         | アヅマダケ                                                                               | *トウルヌソル    | *トウルヌソル    |
| 母 パレーカブト 1955 栗毛                                                                | 母の父イーストパレード 1944 鹿毛                                                         | アヅマダケ                                                                               | *星浜            |                  |
| 母 パレーカブト 1955 栗毛                                                                | 母の父イーストパレード 1944 鹿毛                                                         | エツフォード                                                                             | *シアンモア      | *シアンモア      |
| 母 パレーカブト 1955 栗毛                                                                | 母の父イーストパレード 1944 鹿毛                                                         | エツフォード                                                                             | 越龍             |                  |
| 母 パレーカブト 1955 栗毛                                                                | 母の母明徳甲 1941 鹿毛                                                                   | カブトヤマ                                                                               | *シアンモア      | *シアンモア      |
| 母 パレーカブト 1955 栗毛                                                                | 母の母明徳甲 1941 鹿毛                                                                   | カブトヤマ                                                                               | アストラル       |                  |
| 母 パレーカブト 1955 栗毛                                                                | 母の母明徳甲 1941 鹿毛                                                                   | *メイビイソウ Maybe So                                                                   | Jack Atkin       | Jack Atkin       |
| 母 パレーカブト 1955 栗毛                                                                | 母の母明徳甲 1941 鹿毛                                                                   | *メイビイソウ Maybe So                                                                   | Eureka F-No.27-a |                  |